# Грин, Энн
Грин, Энн (англ. Anne Green; 1952 год, Эдинбург семи морей) — первая женщина Главный Островитянин и Администратор островов Тристан-да-Кунья.

## Биография
Энн Грин родилась 21 марта 1952 года в городе Эдинбург семи морей на острове Тристан-да-Кунья. Была учителем, а затем директором в школе Святой Марии. С 1988 по 1991 и с 2003 по 2007 год занимала пост Главного Островитянина на острове Тристан-да-Кунья. Она была первой женщиной, занявшей этот пост в 1988 году. В 2003 году она сменила на этом посту своего брата Джеймса Гласса. В 2003 году они совместно c  ним написали и опубликовали книгу «Краткое руководство к Тристан-да-Кунья». В 2003 году она стала первой женщиной которая заняла пост администратора островов Тристан-да-Кунья. Занимала этот пост до 2007 года.